# Rouxelite
La rouxelite è un minerale.